# Elinspektionscentralen
Elinspektionscentralen (finska: Sähkötarkastuskeskus), var en finländsk offentligrättslig förening, vilken grundades 1979 med uppgift att utföra övervakning och besiktning enligt stadgandena i ellagen. Sedan Finland inträtt i Europeiska unionen 1995 överfördes övervakningen till Säkerhetsteknikcentralen, medan besiktningen blev kommersiell företagsverksamhet (Fimtekno).